# Капітан Гастингс
Капітан Артур Гастингс OBE (англ. Captain Arthur Hastings) — персонаж творів Агати Крісті, вигадана особа, партнер і найкращий друг детектива-бельгійця Еркюля Пуаро. Читач знайомиться з ним у романі «Таємнича подія у Стайлзі»; згодом капітан Гастингс фігурує як оповідач у багатьох оповіданнях і романах, де головна діюча особа Пуаро.

## Твори за участю Гастингса
Гастингс представлений у більшості оповідань, але лише у 8 романах, написаних до 1940 року.
- «Загадкова подія в Стайлзі» (The Mysterious Affair at Styles)
- «Убивство на полі для гольфу» (Murder on the Links)
- «Велика четвірка» (The Big Four)
- «Загадка Ендхауза» (Peril at End House)
- «Вбивства за алфавітом» (The A.B.C. Murders)
- «Смерть лорда Еджвера» (Lord Edgware Dies — також Thirteen for Dinner)
- «Безмовний свідок» (Dumb Witness)
- «Завіса» (Curtain: Poirot's Last Case)